# Robin Moffitt
Robin Ian Moffitt (15 de marzo de 1946) es un deportista australiano que compitió en judo. Ganó tres medallas de plata en el Campeonato de Oceanía de Judo entre los años 1970 y 1975.

## Palmarés internacional
| Campeonato de Oceanía | Campeonato de Oceanía        | Campeonato de Oceanía | Campeonato de Oceanía |
| Año                   | Lugar                        | Medalla               | Categoría             |
| --------------------- | ---------------------------- | --------------------- | --------------------- |
| 1970                  | Numea (Francia)              | Medalla de plata      | –63 kg                |
| 1973                  | Sídney (Australia)           | Medalla de plata      | –63 kg                |
| 1975                  | Christchurch (Nueva Zelanda) | Medalla de plata      | –63 kg                |